# 플로렌스 (영화)
《플로렌스》(Florence Foster Jenkins)는 2016년 공개된 영국의 전기 코미디 드라마 영화이다.

## 출연
- 메릴 스트리프 : 플로렌스 역
- 휴 그랜트 : 베이필드 역
- 사이먼 헬버그 : 맥문 역
- 레베카 페르구손 : 캐슬린 역
- 니나 아리안다 : 아그네스 스타크 역
- 존 카바나흐 : 토스카니니 역
- 데이빗 헤이그 : 에드워드 역
- 크리스티안 맥케이 : 윌슨 역
- 스탠리 타운젠드 : 피니스 스타크 역
- 네브 가체브 : 플로렌스의 친구 역
- 딜리아나 보크리에바 : 오페라 관중 역
- 조쉬 오코너 : 도나히 역
- 마크 아놀드 : 콜 포터 역
- 대니 마호니 : 클리포드 B. 손튼 3세 역
- 호르헤 레온 마르티네즈 : 공수 병장 역
- 데이빗 멘킨 : 스미스 역
- 토니 폴 웨스트 : 스테이지 핸드 역
- 알랜 코드너 : 존 토튼 역
- 존 세션스 : 닥터 허먼 역
- 팻 스타 : 반더빌트 부인 역
- 매기 스티드 : 오플라허티 부인 역
- 델마 바로우 : 가먼더 부인 역
- 리자 로스 : 페터슨 부인 역
- 로다 루이스 : 스노우 부인 역